# سان مارسلينو
سان مارسلينو (بالإيطالية: San Marcellino) هي كومونا في مقاطعة كزرتة في منطقة كمبانية الإيطالية، وتقع على بعد 20 كيلومترًا (12 ميلًا) شمال غرب نابولي، و15 كيلومترًا (9 ميلًا) جنوب غرب كزرتة.